# ヴァーゲンフェルト
ヴァーゲンフェルト (ドイツ語: Wagenfeld) は、ドイツ連邦共和国ニーダーザクセン州ディープホルツ郡南部に位置する町村（以下、本項では便宜上「町」と記述する）である。この町は西部のヴァーゲンフェルト地区と東部のシュトレーエン地区からなる。

## 地理

### 位置
ヴァーゲンフェルトは、北のブレーメン (70 km) と南西のオスナブリュック (50 km) とのほぼ中間に位置している。この町はケレンベルクの支脈の北西に位置しており、最高地点は海抜約 69 m（ボッケラー・ベルク）である。町の高度は、海抜 33 m から 69 m である。
ヴァーゲンフェルトの面積は 117.36 km2 で、このうちヴァーゲンフェルト地区が 76.35 km2、シュトレーエン地区が 41.01 km2 である。泥湿地の面積は 13.90 km2 で、町域の 8.5 % を占める。町域の内外には大きな泥湿地がいくつかある。時計回りに列記する: ノイシュテッター・モーア、レンツェラー・モーア、グローセス・モーア、オッペンヴェーアー・モーア、レーデナー・ゲーストモーアである。

### 河川
この町には多くの小川が流れており、主に開墾に利用されている。大きな川としては、フンテ川の南東支流であるヴァーゲンフェルダー・アウエ川と、ヴェーザー川の支流でシュトレーエンの南東を流れるグローセ・アウエ川がある。

### 地質学
- ボッケラー・ベルク: エンドモレーン（ドイツ語版、英語版）、ポドゾル、ブラウンエルデ
- ボッケラー・ベルクの麓、ブッツェンドルフの一部、プステル: 風で飛ばされた細かい砂、ポドゾル
- フェルリンガー・モーアとボッケラー・モーア周辺の土地: 低層泥湿地
- ノイシュテッター・モーア、ボッケラー・モーアの中心部:　高層泥湿地
- グローセ・アウエ川沿い: 川砂、低層泥湿地−粘土、泥湿地
- その他のヴァーゲンフェルトおよびシュテーアー地域: 砂-粘土-ポドゾル、泥湿地-粘土

### 町域の広がり
最も外側の境界ポイント間の距離は、南北 9.5 km、東西 18 km である。

### 自治体の構成
単一自治体ヴァーゲンフェルトは、かつて独立した町村であったヴァーゲンフェルト＝ボッケル、ヴァーゲンフェルト＝フェルリンゲン、ヴァーゲンフェルト＝ハースリンゲン、ヴァーゲンフェルト＝ノイシュタット、シュトレーエンからなる。

### 隣接する市町村
隣接する市町村は北から時計回りに、ザムトゲマインデ・レーデン、ザムトゲマインデ・キルヒドルフ、ザムトゲマインデ・ウフテ（ニーンブルク/ヴェーザー郡）、ラーデン、シュテムヴェーデ（ともにノルトライン＝ヴェストファーレン州ミンデン＝リュベッケ郡）、ザムトゲマインデ・アルテス・アムト・レムフェルデである。

## 歴史

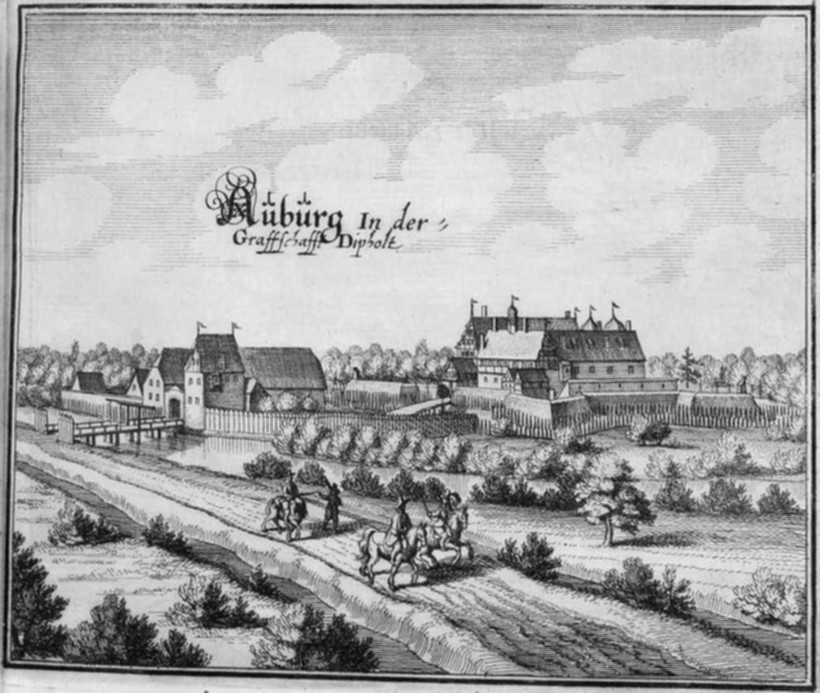
1654/1658年に出版されたマテウス・メーリアンの銅版画に描かれたアウブルク城

ヴァーゲンフェルトの名前は、ラーヴェンスベルク伯のレーエンに関連して1280年頃に初めて登場する。この名前は Wakenfeld に由来する。Waken とは、泥湿地の水たまりを意味する。
この村を流れるヴァーゲンフェルダー・アウエ川沿いに、ディープホルツ伯は15世紀にアウブルクという名前の防衛要塞を建設した。枝分かれした川筋の中州に建つこの水城は、当時この地域を定期的に襲撃した隣のミンデン住民を阻止するためのものであった。しかしアウブルクの建設に刺激を受けた人々はその後何度もこの城を破壊した。
1585年にディープホルツ伯フリードリヒ2世が亡くなると、アムト・アウブルク（「アムト」は地方行政単位）の領土の帰属を巡って紛争が起こり、最終的にはヘッセン＝カッセル方伯がこれを獲得した。1592年に方伯の息子フィリップ・ヴィルヘルム・フォン・コルンベルクがこのアムトを掌握した。その死後、彼の所領は多くの後継者に分配され、アウブルク系の他にリヒェルスドルフ系、ケッテンバッハ系、ヒュッフェン系、リュベック系のコルンベルク家に分派した。
長男のベルント・フィリップはアウブルク系の家系を創設し、1630年に亡くなった後はアウブルク系の初代当主としてヴァーゲンフェルトの教会に埋葬された。1739年にリヒェルスドルフ系コルンベルク家が4世代続いた後に断絶しアウブルク系に併合されたが、この家系は1762年にリヒェルスドルフに宮廷を移した。

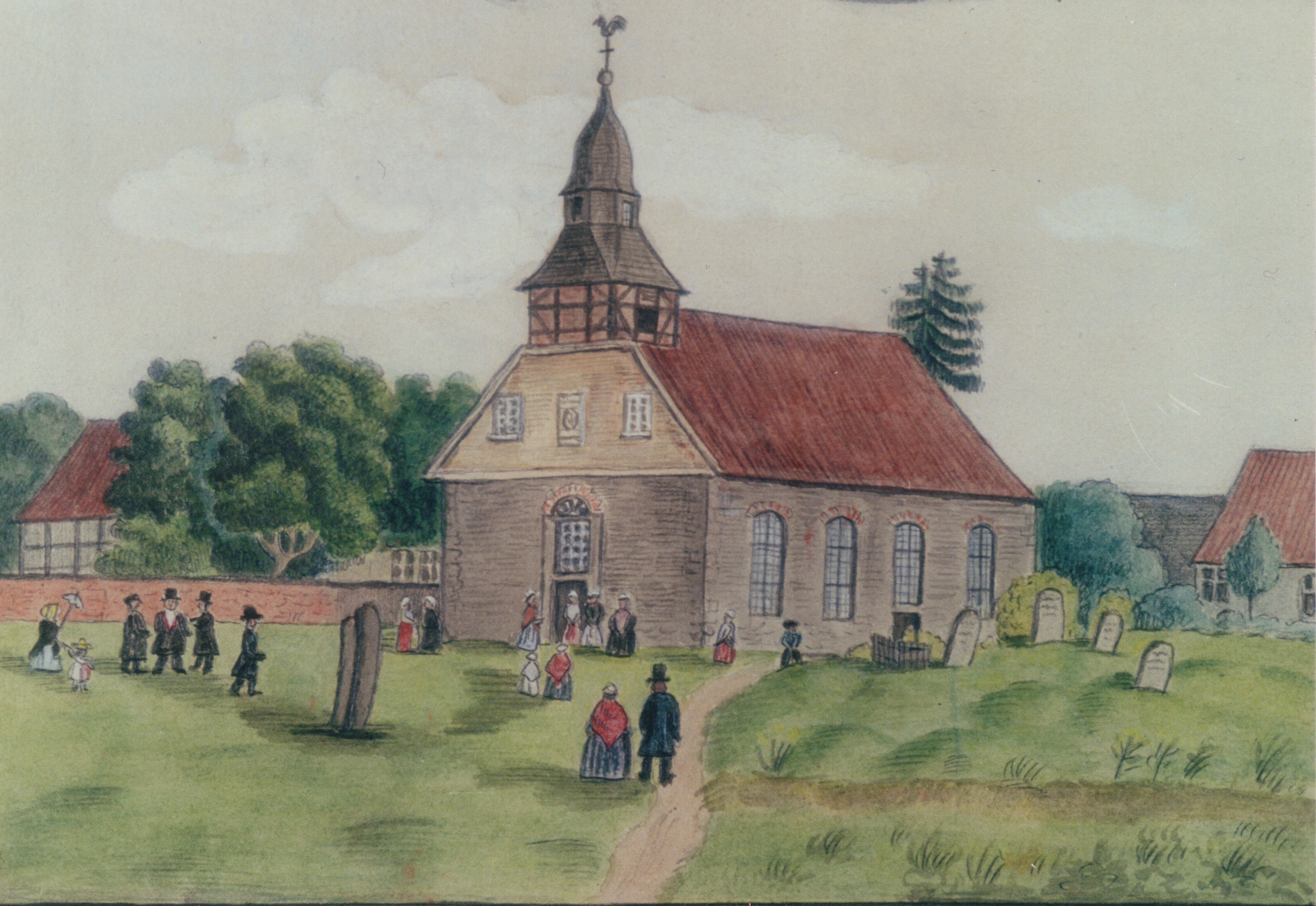
1850年から1860年頃のヴァーゲンフェルトの教会

### 19世紀
ナポレオン戦争の間、1810年から1813年までヴァーゲンフェルトは、フランス帝国オーバーエムス県ミンデン郡ラーデン小郡に属した。ナポレオンのロシア遠征失敗後、1813年にフランス軍はこの地域から撤退した。
ディープホルツから分離された1585年から230年後にあたる1815年9月23日にプロイセン、ハノーファー、ヘッセン選帝侯は、アムト・アウブルクをハノーファーに譲渡することで合意した。1820年にアムツフォークタイ・アウブルクは再びアムト・ディープホルツから分離された。
1853年から1861年までに行われたヴァーゲンフェルトの土地整理により、グート・アウブルクの所領と私有地とが分離された。農民は領主への隷属から解放され、これ以後は私有地を得ることができた。さらに道路網や水路網が新たに構成された。4つの集落ボッケル、ノイシュタット、フェルリンゲン、ハースリンゲンが初めて1人の首長の管理下に置かれた。ヴァーゲンフェルトが「ドイツ最大の村」であったという地元の言い伝えもこの頃にまで遡る。これは、新しい町が当時の他の自治体に比べて普通でない大きさであったことに由来している。
1866年の普墺戦争後のハノーファー併合によりヴァーゲンフェルトはプロイセン王国領となり、ハノーファー州に属し、1885年からはディープホルツ郡に編入された。
ハノーファー王国の宮廷議会議員であったカール・ルートヴィヒ・ヴィクトール・フォン・コルンベルク・ツー・アウブルクは、1884年に男爵に叙され、翌年プロイセン王によってアウブルクのレーエン権を授けられた。彼は1891年に子供のいないまま亡くなり、遠縁のテオドール・フォン・コルンベルクがアウブルクを相続した。彼は、早くも1904年にアウブルクおよびヴァーゲンフェルトの広大な土地を売却し、精神を病んで、バーデンの小都市ネッカーエルツで最後のアウブルク系コルンベルク家当主として亡くなった。

### 20世紀
1908年に、当時ディープホルツ郡の郡長であったウィリアム・「ヴィリー」・クヴァソフスキはヴァーゲンフェルトの4つの集落を数人の選出され得た議員によって運営される政治的共同体に変革した。これにより学校を維持するための州の助成金を容易に得られるようになった。ヴァーゲンフェルト全体が4つの構成自治体からなるザムトゲマインデとなったのである。
ヴァーゲンフェルトは1932年に、ディープホルツ郡とズーリンゲン郡から新たに創設されたグラーフシャフト・ディープホルツ郡の一部となった。
ザムトゲマインデ・ヴァーゲンフェルトは1937年にアウブルク城の建物と26モルゲン（約 6.5 ha）の土地を獲得した。ナチ政権の時代、当時ヴァーゲンフェルトに住んでいた12人のユダヤ人とその配偶者は、当時住んでいた家から6つの異なるゲットーや強制収容所（アウシュビッツ、リガ、シュトゥットホーフ、テレージエンシュタット、トレブリンカ、トロスティネツ）に送致され、殺害された。この他に1938年までに20人のユダヤ系ヴァーゲンフェルト住民が、多くはアメリカ合衆国、イギリス、パレスチナ、あるいはアルゼンチンに亡命した。2008年9月14日、アウブルク領主館の近くにヴァーゲンフェルトのホロコースト犠牲者を追悼する記念プレートをつけた記念樹が植えられた。
イギリス軍事政府は1946年5月から1948年10月までイギリスの地方自治システムをモデルに、レーデン、ヘムスロー、バルファー、ヴァーゲンフェルト、ハノーフェルシュ・シュトレーエンを統治する地方管理区を設け、その行政センターをアウブルクに構築した。1948年10月にニーダーザクセンのすべての地方管理区が再び廃止され、かつての首長を有する市町村が設けられた。
ニーダーザクセン州議会は1966年11月25日にザムトゲマインデ・ヴァーゲンフェルトを廃止し、ヴァーゲンフェルト＝ボッケル、ヴァーゲンフェルト＝フェルリンゲン、ヴァーゲンフェルト＝ハースリンゲン、ヴァーゲンフェルト＝ノイシュタットからなる単一自治体ヴァーゲンフェルトを創設する「ヴァーゲンフェルト法」を可決した。この法律は1967年1月1日に発効した。1974年3月1日にシュトレーエンがこの町に合併した。その根拠は、1973年11月8日の「グラーフシャフト・ディープホルツ/グラーフシャフト・ホーヤ/デルメンホルスト地域の市町村新設に関する法律」であった。
現在アウブルクの敷地には主館と使用人棟が遺るだけである。1945年から8年間、ここには難民家族が住んでいた。その後この建物は1967年まで農業の職業学校として利用された。
1977年にヴァーゲンフェルトは、グラーフシャフト・ディープホルツ郡とグラーフシャフト・ホーヤ郡から新設されたディープホルツ郡の一部となった。

### 21世紀
1998年から1999年にアウブルクの歴史的な建造物が修復された。これ以後「アウブルク文化サークル」はその敷地内で多彩な文化プログラムを提供している。
1961年から2002年までヴァーゲンフェルトはドイツ連邦軍の所在地であった。ドイツ空軍はここに第4空軍師団（アウリヒ）の第25対空ミサイル群第3部隊 (3./FlaRakBtl. 25)を配備していた。この部隊の基地は1975年に「アウブルク兵舎」と名付けられた。ヴァーゲンフェルトには1988年までアメリカ軍第42砲兵大隊の兵士が駐留していた。彼らは少数の核弾頭で武装していた。これは戦闘上の緊急事態には、アメリカ軍から移譲され、ドイツ連邦軍兵士が発射することになっていた。兵器システムとしては、初めは通常弾頭のナイキ・エイジャックス・ロケット、その後何年にもわたってナイキ・ハーキュリーズ・ロケット（通常弾頭と核弾頭の両方）が運用されていたが、最終的に1989年からパトリオットミサイル（通常弾頭）によって廃止された。パトリオット・システムへの転換により、小さなアメリカ軍兵舎は必要なくなった。東西冷戦終結後の軍縮に従って、ヴァーゲンフェルト基地は最終的に廃止された。現在も兵舎跡には、ブンカーやかつてのレーダー施設の建物が見られる。
町の行政機関は2005年に新しい「ヴァーゲンフェルト・サービスセンター」の一翼に移転し、ハウプト通りの旧町役場は現存していない。

## 住民

### 信仰
- 2つの福音主義ルター派教会
  - ヴァーゲンフェルトの聖アントニウス教会。2013年に設けられた聖書の庭を有している[5]。
  - シュトレーエンの教会
- モスク

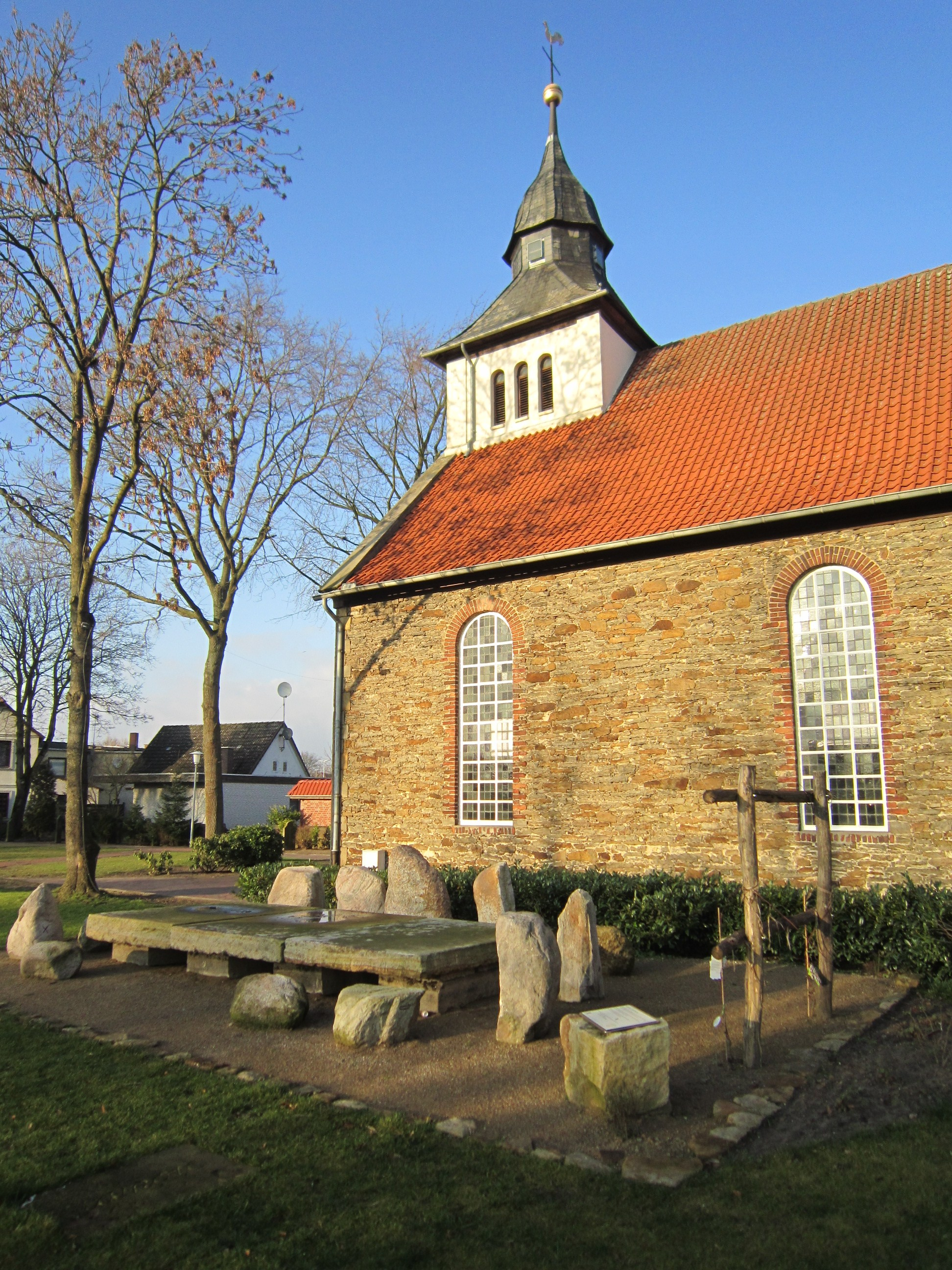
聖アントニウス教会。前景は「聖書の庭」11景
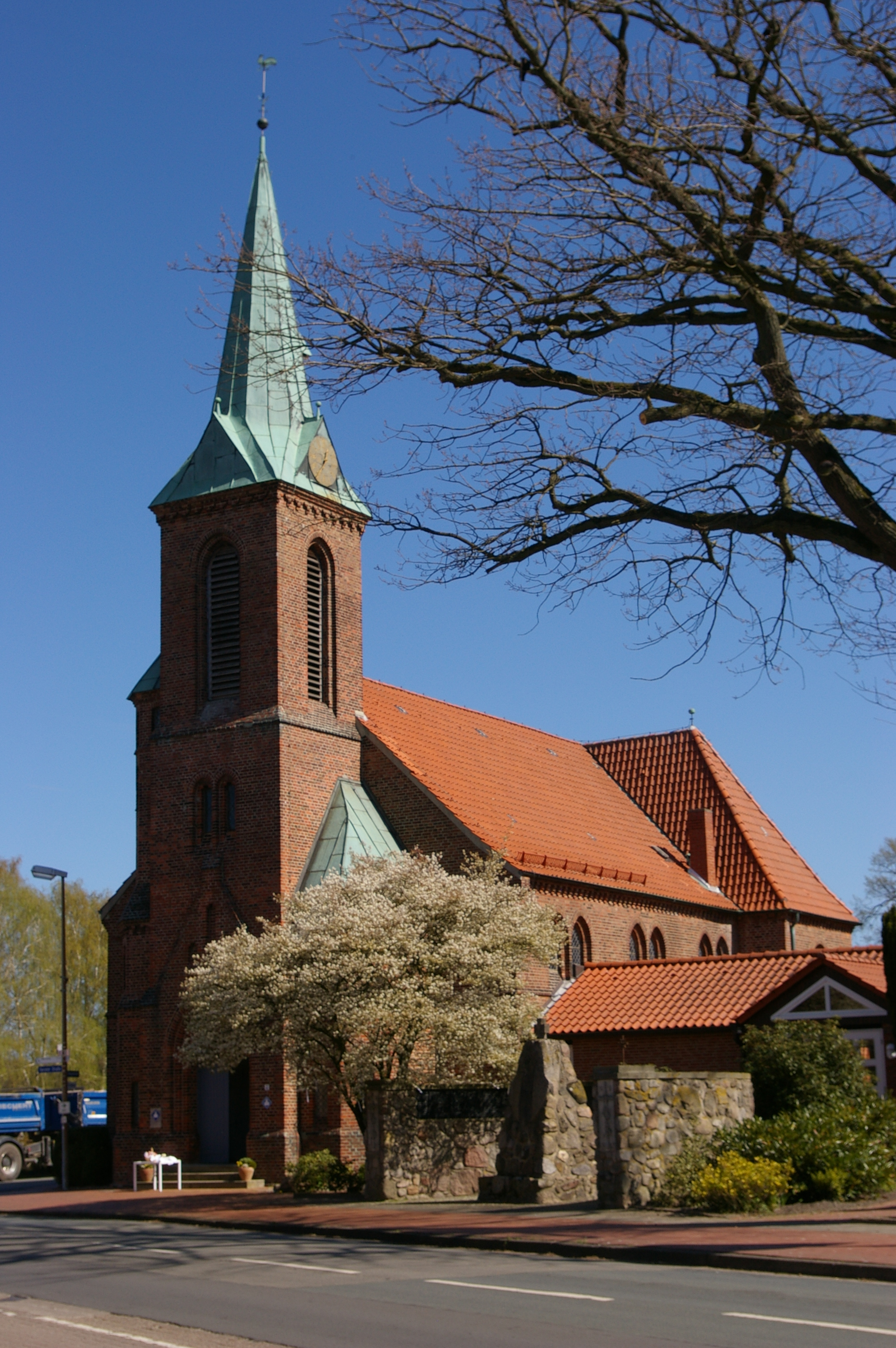
シュトレーエンの教会

## 行政

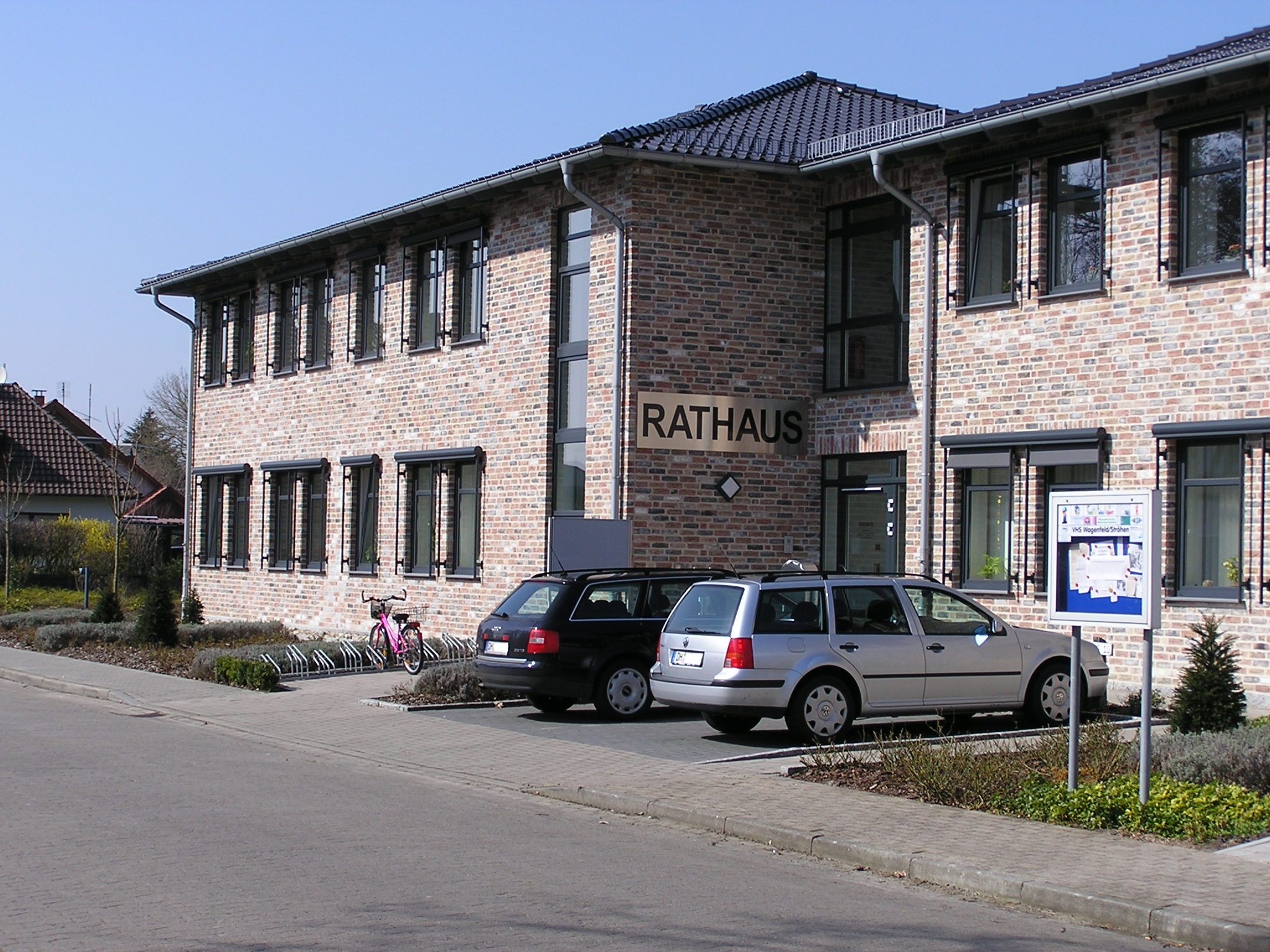
ヴァーゲンフェルトの町役場

### 議会
ヴァーゲンフェルトの町議会は20人の議員と、投票権を有する町長で構成される。これは人口7,001人から8,000人の自治体の議員定数である。20人の議員と町長は5年ごとに住民の選挙で選出される。

### 首長
無所属のマティアス・クライエは2014年からヴァーゲンフェルトの専任の町長を務めている。彼は2014年の選挙で 63.78 % の票を獲得して町長に選出された。この選挙の投票率は 61.25 % であった。
ヴァーゲンフェルトでは、1946年から続いていた専任のゲマインデディレクター（行政の実務責任者）と名誉職のビュルガーマイスター（儀礼上の代表者）による二頭体制を、北ドイツ議会憲章に基づいて1997年に解消した。1946年から1962年までザムトゲマインデの長がゲマインデディレクターを務めた。1962年7月1日にカール＝ハインツ・プラッケがザムトゲマインデディレクターに任命され、1967年から1995年2月28日まで単一自治体のゲマインデディレクターを務めた。最後の2年間はヘニング・アルバースがこれを引き継いだ。

### 紋章
図柄: 上下二分割。上部は銀地に歩く赤い獅子。下部は3行5列の青と銀の市松模様。
解説: この町の紋章はコルンベルク男爵家の紋章に由来しており、配色が変えられただけである。歩く獅子はヘッセン方伯家に由来する。市松模様は男爵家の紋章から採られたもので、男爵家の紋章の青、赤、銀の配色も保持されている。ヴァーゲンフェルトのこの紋章は、市松模様の配色は異なるものの、コルンベルクの紋章と同じデザインである。

### 姉妹自治体
- ヴィブレイ小郡（フランス語版）（フランス、サルト県）1977年[9]

## 文化と見所

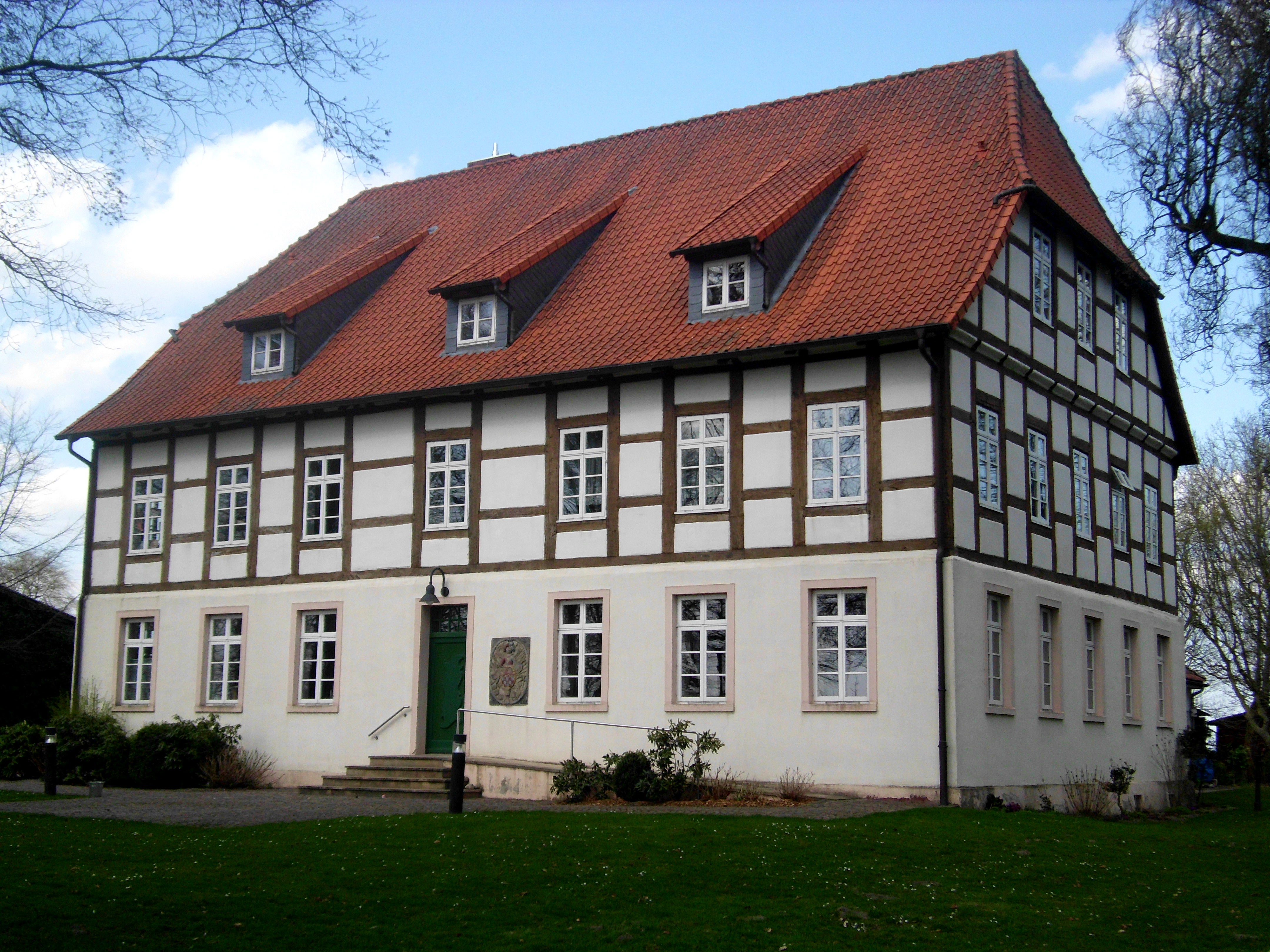
アウブルク城

### アウブルク
中世の旧アウブルク城の遺構では、主館と使用人棟が敷地内に残されている。その他の建物やホールは地元の建築資材置き場として利用されている。

### 演劇
ヴァーゲンフェルト野外劇場では毎年「ノイエ・イム・ゾンマー」で、低地ドイツ語によるアマチュア演劇が上演される。

### 動物園
通年開園しているシュトレーエン動物園では、世界中の動物を見ることができる。動物園内には、イスマー純血アラブ馬飼育場がある。

### ユダヤ人墓地
ヴァーゲンフェルトのユダヤ人墓地は文化財に指定されている。これはディープホルツ郡に現存する8箇所のユダヤ人墓地の1つである。バルファー通り沿いの森の中にあるこの墓地には、1811年から1927年まで27基のユダヤ人の墓石がある。

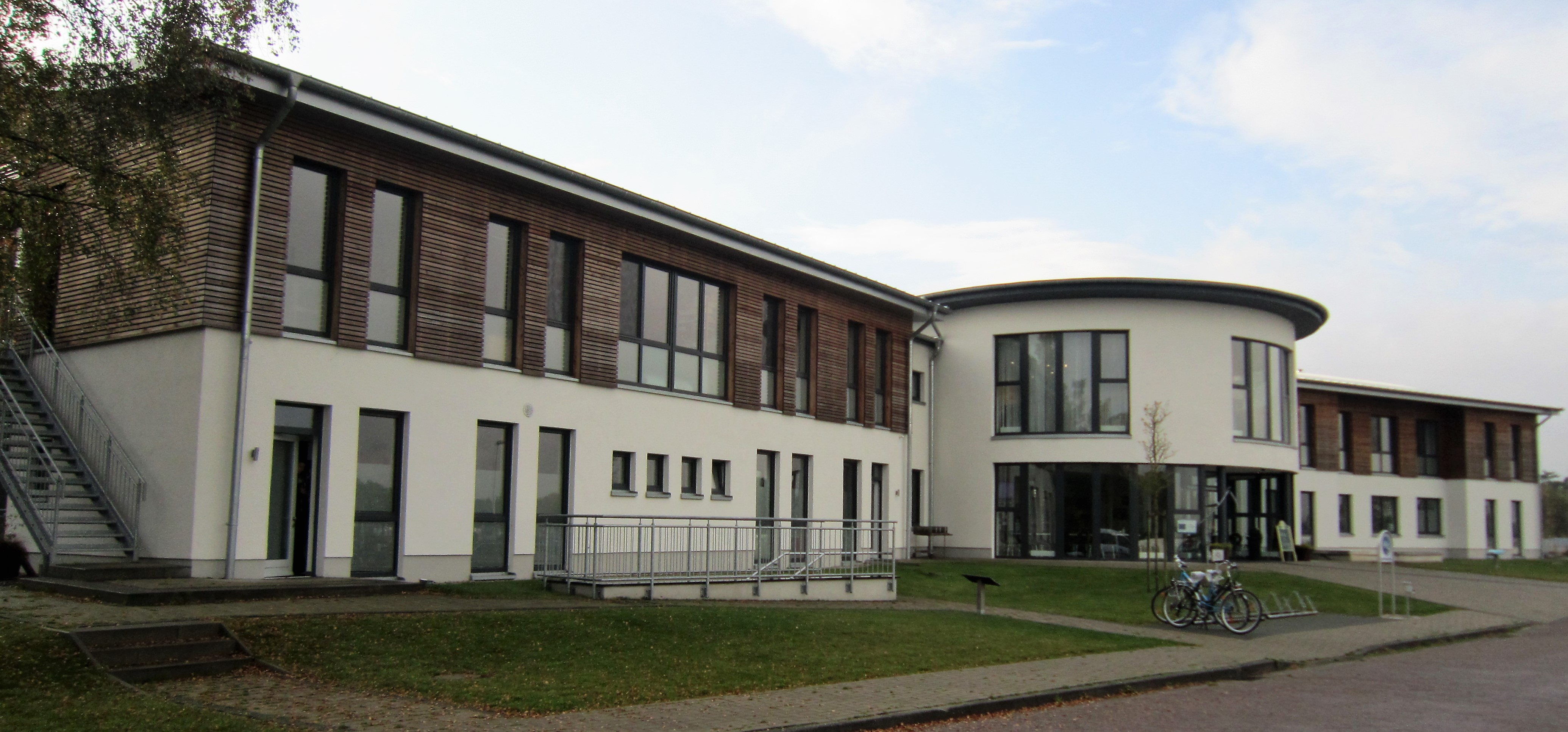
ヨーロッパ泥湿地および気象専門センター

### EFMK
ヨーロッパ泥湿地および気象専門センター (EFMK) は、2014年からシュロレーエン地区の北に展示・管理棟を有している。

### 軌道自転車および湿原鉄道
鉄道ラーデン - シュトレーエン線は、現在、観光客に軌道自転車路線として利用されている。シュトレーエンでは「軌道変更」が行われる。これは観光鉄道に改造されたかつての湿原鉄道が接続しているためである。約 3.5 km の路線がノイシュテッター・モーア自然保護区へ延びている。この路線はテーアリング羊牧場の近くで終点となり、遊歩道が湿原の中に続いている。

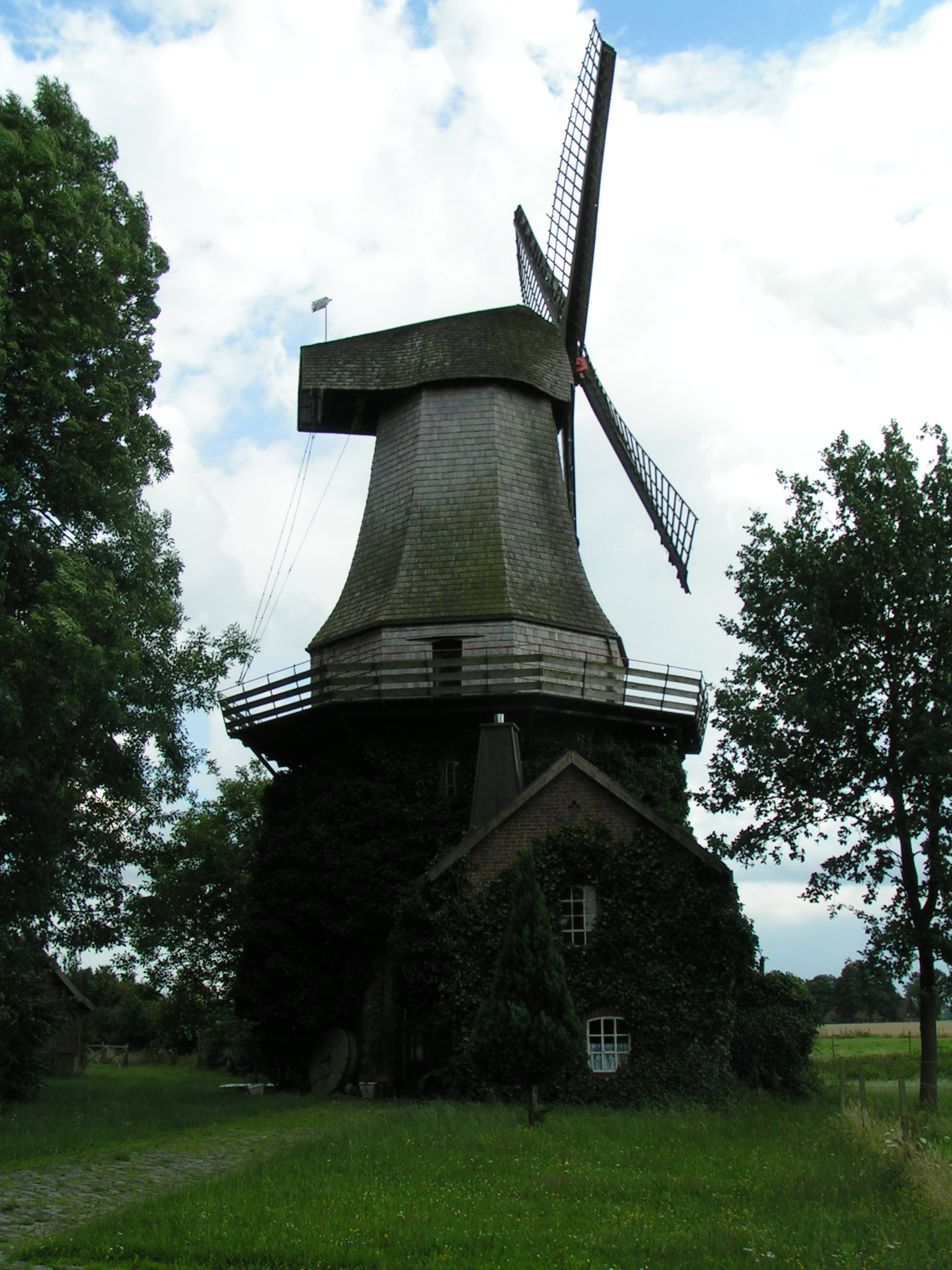
ゼーラーの風車

### ゼーラーの風車
この風車は1905年にフリードリヒ・ゼーラーによって建設された。この風車は四角形の基部を持ち、上層はレンガ造りのギャラリー付きオランダ式風車である。この風車は帆を張った回転翼、頂部、伝動機構を備えている。1990年に完全に修復され、時々結婚式場としても利用されている。

### 連合
ヴァーゲンフェルトは多くの自然・文化連合に加盟している。ディープホルツァー・モーアニーデルング、デュンマー自然公園、デュンマーヴァーザーラント、ニーダーザクセン・アスパラガス街道、ニーダーザクセン水車・風車街道などである。

### 年中行事
425年以上前から8月の最終金曜日にはヴァーゲンフェルトの大市が開催されている。初めは農民の娯楽の集まりと交易から、時代とともに娯楽を伴う市場が形成されていった。
ハイデリングでは、オートバイスポーツクラブ MSC ハイデリング・ヴァーゲンフェルトが定期的にスピードウェイ＝トレーニングを行っている。特に注目すべきは聖土曜日の大規模な復活祭のトレーニングである。

### 合唱
混声合唱団、ポップコーラス、KiChoWa（ヴァーゲンフェルト児童合唱団）が公開演奏を通じてヴァーゲンフェルトの文化生活を豊かなものにしている。

### 名物料理・食材
- シュトレーアー・シュヴァルテン: 水 1/3、上質のコーヒー 1/3、穀物 1/3 で作られる飲料。
- ピッケルト: 摺りおろしたジャガイモから作られるパンケーキの一種。

## 経済と社会資本

### 経済
ヴァーゲンフェルトにある大きな企業には以下のものがある:
- フリードリヒ・リュトフォークト（ミネラルウォーター「アウブルク・クヴェレ」）
- モルケライ・ヴァーゲンフェルト（乳製品）
- PTW ポリウレタン＝テクニーク・ヴァーゲンフェルト（ポリウレタン）
- ヴァーゲンフェルダー・シュピネライエン（毛糸の紡績）
- ZF フリードリヒスハーフェン AG（自動車用ジョイントの製造工場）

### 教育
- 基礎課程学校 2校（ヴァーゲンフェルトのアウブルク＝シューレ、シュトレーエン基礎課程学校）
- ヴァーゲンフェルトのオーバーシューレ
- 上級課程は、周辺都市のギムナジウムで学ぶことができる: グラーフ＝フリードリヒ＝シューレ（ディープホルツ）、ラーデン、ズーリンゲン
- ディープホルツ郡の市民大学は、この町に作業所を有している。
- アウブルク＝シューレの下層階に公共図書館が入居している。

### 公共施設
- 町役場、パストーレンカンプ25番地
- ヴァーゲンフェルト消防団。ヴァーゲンフェルトとシュトレーエンに拠点があり、2つの青年消防団も組織されている。
- ヴァーゲンフェルト警察署

### 社会福祉
- 幼稚園
  - 福音主義幼稚園プステブルーメ（ヴァーゲンフェルト）
  - ドイツ赤十字幼稚園（シュトレーエン）
- ドイツ赤十字、ヴァーゲンフェルト支部とシュトレーエン支部
- 2つの老人ホーム

### レジャー、スポーツ施設
- サッカーおよびボルツ場 8箇所
- 体育館 3館（ヴァーゲンフェルトとシュトレーエンの基礎課程学校にそれぞれある1面の体育館と、ヴァーゲンフェルトのオーバーシューレにある3面の体育館）
- ヴァーゲンフェルトの3面のテニスコート[18]
- ヴァーゲンフェルトの屋内プール
- 射撃場 7箇所
- ペイントボール場[19]（旧軍事演習場）
- 18ホールのゴルフ場[20]
- スピードウェイバーン「ハイデ＝リング」

### 交通

#### 道路
ヴァーゲンフェルトは町域を北西から南東に横切る連邦道B239号線で行くことができ、この道路はヴァーゲンフェルト地区を直接横切っている。さらに町域を多くの州道が通っている。L343、L344、L345、L347、L349号線である。アウトバーンへは、B239号線およびB214号線経由で西 40 km のホルドルフにA1号線の、B239号線経由で南に 44 km のキルヒレンゲルンにA30号線およびA2号線のインターチェンジがある。
ヴァーゲンフェルト中心部を迂回するバイパス道路が計画されており、連邦交通道路計画 2030 では「推進すべき事業」とされている。

#### 公共交通機関
ヴェーザー＝エムス・バス交通とラールマン・バスが運営する2つの定期バス路線がある。
- 133号: ラーデン（オイロバーン（ドイツ語版、英語版）に接続するラーデン駅）からヴァーゲンフェルトを経由してズーリンゲンまで。
- 170号: ディープホルツ（ドイツ鉄道の駅）からヴァーゲンフェルトを経由してシュトレーエンまで。

さらに通学時間帯には、多くのスクールバス路線が運行される。この町はブレーメン/ニーダーザクセン交通連盟の運賃地域に含まれる。

#### 鉄道交通
シュトレーエンにはラーデン - バッスム線の廃駅がある。旅客運行は、1982年5月22日に廃止された。最終的には1994年6月1日に廃線となった。
ラーデンとシュトレーエンとの間は、観光客向けに軌道自転車で走行できる。
「鉄道バッスム - ビュンデ線行動連盟」は、この路線のラーデンから北側を「デュンマー＝ヴェーザー鉄道」として再開させ、ボンのライン＝ジーク鉄道によって旅客運行を行おうと計画している。

## 関連図書
- Wilhelm Falldorf (1986). 'Häst all hört?' Sagen un annere lögenhaftige Geschichten ut Wagenfeld un Ströhen. Wagenfeld
- Wilhelm Falldorf (1988). Wagenfeld und Ströhen. Ein geschichtlicher Überblick. Wagenfeld
- Wilhelm Falldorf (1986). Gemeinde Wagenfeld. ed. Wagenfeld und Ströhen in alten Bildern. Band I. Wagenfeld
- Timo Friedhoff (2001). Kirche und Kirchengeschichte in Wagenfeld. Wagenfeld
- Timo Friedhoff (2001). 'Richtschnur meines Lebens …' – Das Leben der Freifrau Henriette von Cornberg-Auburg, geb. Freiin von Freitag-Daren. Wagenfeld
- Timo Friedhoff (2008). Wagenfelder Fragmente. Die Geschichte der jüdischen Gemeinde Wagenfelds vom 18. bis zum 20. Jahrhundert. Vechta-Langförden: Geest-Verlag. ISBN 978-3-86685-138-2
- Julius Hummel (1972). Gemeinde Wagenfeld. ed. Chronik der Gemeinde Wagenfeld und des Amtes Auburg. Wagenfeld
- Rolf Ismer (2001). Der Naturtierpark Ströhen. Wagenfeld
- Almuth Lessing (2005). “Wagenfeld”. In Herbert Obenaus, David Bankier, Daniel Fraenkel. Historisches Handbuch der jüdischen Gemeinden in Niedersachsen und Bremen. Band 1 und 2. Göttingen. pp. 1524–1527
- Gerold Schmidt (1996), “Die Familie Scheide. Teil I: Die Herkunft aus Wagenfeld (Kreis Diepholz) und Ausdehnung nach Oldenburg”, Oldenburgische Familienkunde 38 (1)